# Branko Marinković
Branko Goran Marinković Jovičević (Santa Cruz de la Sierra, 21 de agosto de 1967) es ingeniero electromecánico, economista, empresario y político boliviano, que ocupó los cargos de Ministro de Planificación del Desarrollo de Bolivia y el de Ministro de Economía y Finanzas, ambos puestos durante el gobierno de Jeanine Áñez.
Fue también Presidente del Comité Cívico Pro Santa Cruz desde el año 2007 hasta 2009. A finales de la década de 2000, fue acusado de sedición y separatismo por el entonces Gobierno de Evo Morales Ayma al intentar dividir Bolivia con la entonces "Media Luna" del Oriente, esto tras una escalada de violencia propiciada por grupos de oposición en el año 2008.

## Biografía
Branko Marinković nació el 21 de agosto de 1967 en la ciudad de Santa Cruz de la Sierra, Bolivia. Es hijo de Silvio Marinković y Radmila Jovinecic, ciudadanos yugoslavos que emigraron a Bolivia a principios de la década de 1950. Su abuelo escapó de Croacia cuando terminó el régimen de los ustasha que eran buscados por la justicia. La familia dejó su país de origen en el contexto de la consolidación del régimen comunista en Yugoslavia, estableciéndose inicialmente en la localidad de Uyuni, en el departamento de Potosí. Allí fundaron una pequeña fábrica de velas, marcando el inicio de su actividad empresarial en el país.
Posteriormente, la familia se trasladó a Santa Cruz de la Sierra, donde amplió sus actividades industriales mediante la instalación de una planta dedicada a la producción de aceite de cusi, producto tradicional del oriente boliviano. Con el tiempo, esta actividad evolucionaría en escala y estructura, dando origen a Industrias Oleaginosas S.A. (IOL), una de las empresas pioneras en la transformación de oleaginosas en la región. Marinković estuvo vinculado a la compañía desde una edad temprana, y años más tarde asumió la gerencia general.
Cursó sus estudios secundarios en el Santa Cruz Cooperative School, conocido localmente como el Colegio Americano de Santa Cruz, institución de la que egresó en 1985. Posteriormente realizó estudios de ingeniería electromecánica y economía-finanzas en la Universidad de Texas en los Estados Unidos. 
Desde 1994 está casado con Nicole Dauelsberg. La pareja tiene tres hijos.

## Carrera empresarial
Durante la década de 1990, Marinković se incorporó formalmente a la gestión de Industrias Oleaginosas S.A. (IOL), empresa fundada por su familia y dedicada al procesamiento y exportación de productos derivados de la soya, el girasol y otras oleaginosas. Bajo su dirección, la compañía amplió su capacidad operativa y consolidó su presencia en mercados nacionales e internacionales. IOL desarrolló una línea de productos de consumo masivo, entre ellos el aceite comestible “Rico”, que se convirtió en una de las marcas más reconocidas del rubro en Bolivia. 
Durante su trayectoria al frente de IOL, la empresa estableció vínculos comerciales con países de América del Sur, América Central y Europa, diversificando sus canales de exportación. En paralelo, Marinković participó en la modernización de los procesos industriales de la planta y en la expansión de su capacidad logística, incluyendo almacenamiento y distribución.
Además de su rol en IOL, fue accionista y director del Banco Económico, institución financiera con sede en Santa Cruz de la Sierra. Participó en su directorio hasta 2010, año en el que su familia decidió vender la participación accionaria que mantenía en la entidad.
Marinković también estuvo vinculado al sector ganadero y agroindustrial a través de inversiones en producción primaria en Bolivia y Brasil. Su actividad empresarial abarcó rubros como la producción de granos, la cría de ganado bovino y la inversión en tecnología agrícola.
En 2009, adquirió el periódico boliviano El Día, relanzando su nombre histórico tras un período en que había circulado como El Nuevo Día. Desde entonces, el medio mantuvo una línea editorial centrada en temas económicos, cívicos y regionales.
En el ámbito gremial, Marinković ocupó cargos de representación institucional. Fue vicepresidente de la Cámara de Industria, Comercio, Servicios y Turismo de Santa Cruz (CAINCO) y presidió la Federación de Empresarios Privados de Santa Cruz. También ejerció la docencia universitaria en el área de finanzas en la Universidad Privada de Santa Cruz de la Sierra (UPSA).

### Caso Laguna Corazón
En 2005, indígenas guarayos denunciaron al entonces presidente de la Federación de Empresarios Privados de Santa Cruz (FEPSC) ante el Ministerio de desarrollo productivo por apropiación ilícita dele territorio conocido como Laguna Corazón, situada en una  Tierra Comunitaria de Origen (TCO). Se cercó con un alambrado impidiendo el acceso a la laguna a los comunarios que hacían pesca, caza, recolección de frutos y otros usos y costumbres. Yasminka Marinković, hermana del acusado declaró que nadie conocía estas tierras antes. En 2007 el Instituto Nacional de Reforma Agraria emitió un informe sobre la inspección a esos terrenos en el que se concluyó que existían cinco hectáreas por cabeza de ganado. El expresidente del Comité Cívico de Santa Cruz no cooperó con la inspección. El entonces director del INRA, Dionisio Rivero, explicó que se vio sorprendido al ver a más de 100 personas en el lugar cuando solo tenían que estar los involucrados, además la camioneta de esa institución fue secuestrada. En 2009 el caso llegó al Tribunal Agrario Nacional. 12 mil hectáreas de la hacienda Yasminka fueron revertidos al Estado para la distribución a los indígenas guarayos. Con el fallo se da a conocer que el total de territorio apropiado fue de 27 mil hectáreas entre la laguna Corazón con 1400 hectáreas y la hacienda Yasminka. 25 familias Yaguarú de la jurisdicción del municipio de Urubichá se trasladaron a las tierras de vocación agrícola. De las 14 mil hectáreas que finalmente se quedó el excívico, 12500 fueron revertidas. Según el TAN estas tierras no contaban con documentos en Derechos Reales, en consecuencia, eran ilegales.

## Carrera política
La participación política de Marinković comenzó en el ámbito cívico. En 2007 fue elegido presidente del Comité Pro Santa Cruz. Marinković fue uno de los líderes de oposición que comandó en 2008 un movimiento opositor al gobierno de Evo Morales desde la presidencia del Comité Cívico Pro Santa Cruz. Dos años después de que Morales entrara al poder, se conformó un bloque opositor denominado "Media Luna", conformada por los Prefectos y Cívicos opositores de los departamentos de Pando, Beni, Santa Cruz, Tarija y el comités cívicos de Chuquisaca.
Uno de los sucesos que terminó por fracturar la unión opositora fue la llamada "Masacre de Porvenir" el 11 de septiembre de 2008, cerca de la población del Porvenir ocurrido a orillas del río Tahuamanu en el departamento de Pando, A inicios de septiembre, las comunidades campesinas afiliadas a la Federación Departamental de Campesinos de Pando, liderada por Antonio Moreno, y a la Federación de Campesinos Madre de Dios, cuya ejecutiva era Carmen Parada, fueron convocadas a un ampliado en el municipio de Filadelfia, desde donde tenían previsto ingresar a Cobija en una columna de marchistas. El objetivo principal: analizar las consecuencias de la toma del INRA Pando y defender la distribución de tierras fiscales saneadas por el Gobierno. Marinković como líder cívico, fue acusado de separatismo y de terrorismo luego de que el gobierno de Morales lo vínculó con el supuesto intento de terrorismo "caso Rosza" (proceso que no ha avanzado por falta de pruebas) en donde es asesinado Eduardo Rosza Flores. Al ser acusado de sedición y terrorismo sin pruebas y viéndose perseguido por la justicia boliviana, Marinković retornó a Bolivia el martes 14 de enero de 2020 luego de 10 años de exilio después de la caída de gobierno de Evo Morales.

#### Caso separatismo terrorismo
Durante la Crisis política en Bolivia de 2008  Marinković fue acusado de acercarse a mercenarios con experiencia en la Guerra de los Balcanes de los años 90, porque el gobierno del periodo 2006 a 2019 acusaba las acciones separatistas que en la región oriental boliviana era conocida por el racismo y separatismo.
En enero de 2020, tras el cambio de gobierno en Bolivia, retornó al país. El 5 de agosto del mismo año fue designado Ministro de Planificación del Desarrollo por la presidenta interina Jeanine Áñez. Posteriormente, el 28 de septiembre, asumió como Ministro de Economía y Finanzas Públicas, cargo que ocupó hasta el 6 de noviembre de 2020, pocos días antes del cambio de mando presidencial.
Marincović se refugió en Brasil de 2010, frente a su inminente apresamiento. Fue acusado de haber organizado y financiado una banda armada terrorista que debería obtener por medios violentos la independencia de Departamento de Santa Cruz, Beni, Pando y Tarija. También un equipo técnico expuso los resultados de su investigación, que establece que las 15 empresas offshore de la familia Marinković fueron abiertas por el bufete de abogados panameño Mossak Fonseka, registradas en los paraísos fiscales de Panamá y las Bahamas. Información citada en un boletín institucional. A la fecha el proceso iniciado por el Estado Boliviano ha sido extinguido por el gobierno de Jeanine Añez, a lo cual el empresario retornó a Bolivia.

### Ministro de Planificación del Desarrollo de Bolivia (2020)
El 5 de agosto de 2020, la presidenta interina, Jeanine Áñez Chávez posesionó a Branko Marinković como el nuevo ministro de Planificación del Desarrollo, en reemplazo del economista Carlos Melchor Díaz quien renunció a su cargo por motivos de salud.

### Ministro de Economía y Finanzas Públicas
El 29 de septiembre de 2019 la presidenta interina, Jeanine Áñez Chávez posesionó a Branko Marinković como el nuevo ministro de Economía y Finanzas Públicas.